# Gonypeta punctata lateralis
Gonypeta punctata lateralis es una subespecie de mantis de la familia Mantidae.

## Distribución geográfica
Se encuentra en Madras (India).